# Véretz
Véretz é uma comuna francesa na região administrativa do Centro, no departamento Indre-et-Loire. Estende-se por uma área de 13,89 km². Em 2010 a comuna tinha 4 630 habitantes (densidade: 333,3 hab./km²).